# Sue (Dinosaurier)

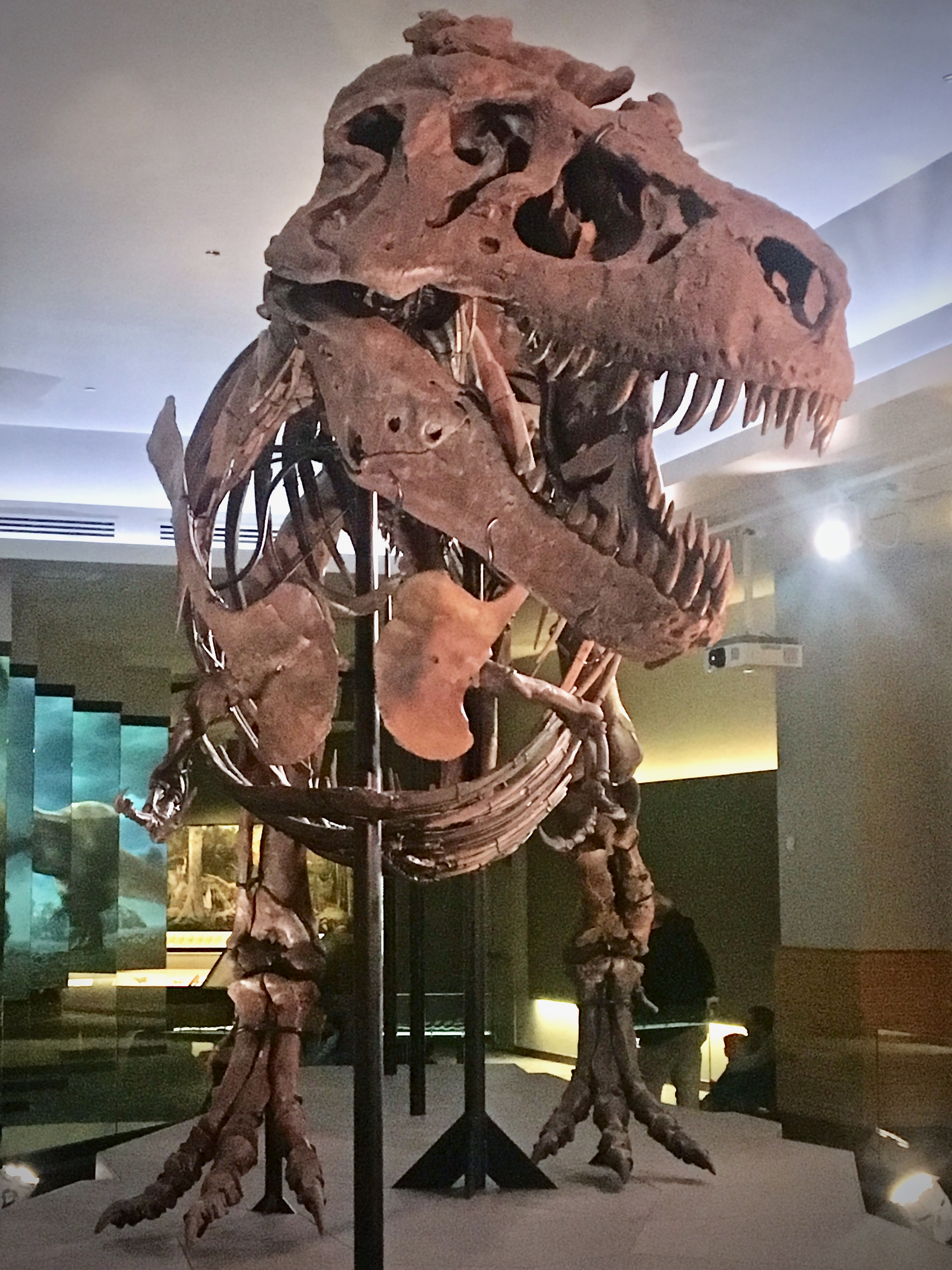
Sue im Field Museum of Natural History (2018)

„Sue“ oder auch „SUE“ ist die Bezeichnung für das Skelett eines Tyrannosaurus rex im Field Museum of Natural History in Chicago (USA). Das Fossil hat die Inventarnummer FMNH PR 2081 und ist das besterhaltene bekannte Skelett dieser Dinosaurierart. Oftmals wird der Name in Großbuchstaben geschrieben, um Verwechslungen mit der Entdeckerin des Skeletts Sue Hendrickson zu vermeiden.
Die versteinerten Knochen von Sue waren, wie alle fossilen Zeugnisse von Tyrannosaurus rex, eingebettet in Sedimentgesteinen aus dem Maastrichtium, der letzten Stufe der Oberkreide. Der Zeitpunkt der Einbettung konnte auf vor etwa 67 Millionen Jahren datiert werden.

## Merkmale des Skeletts

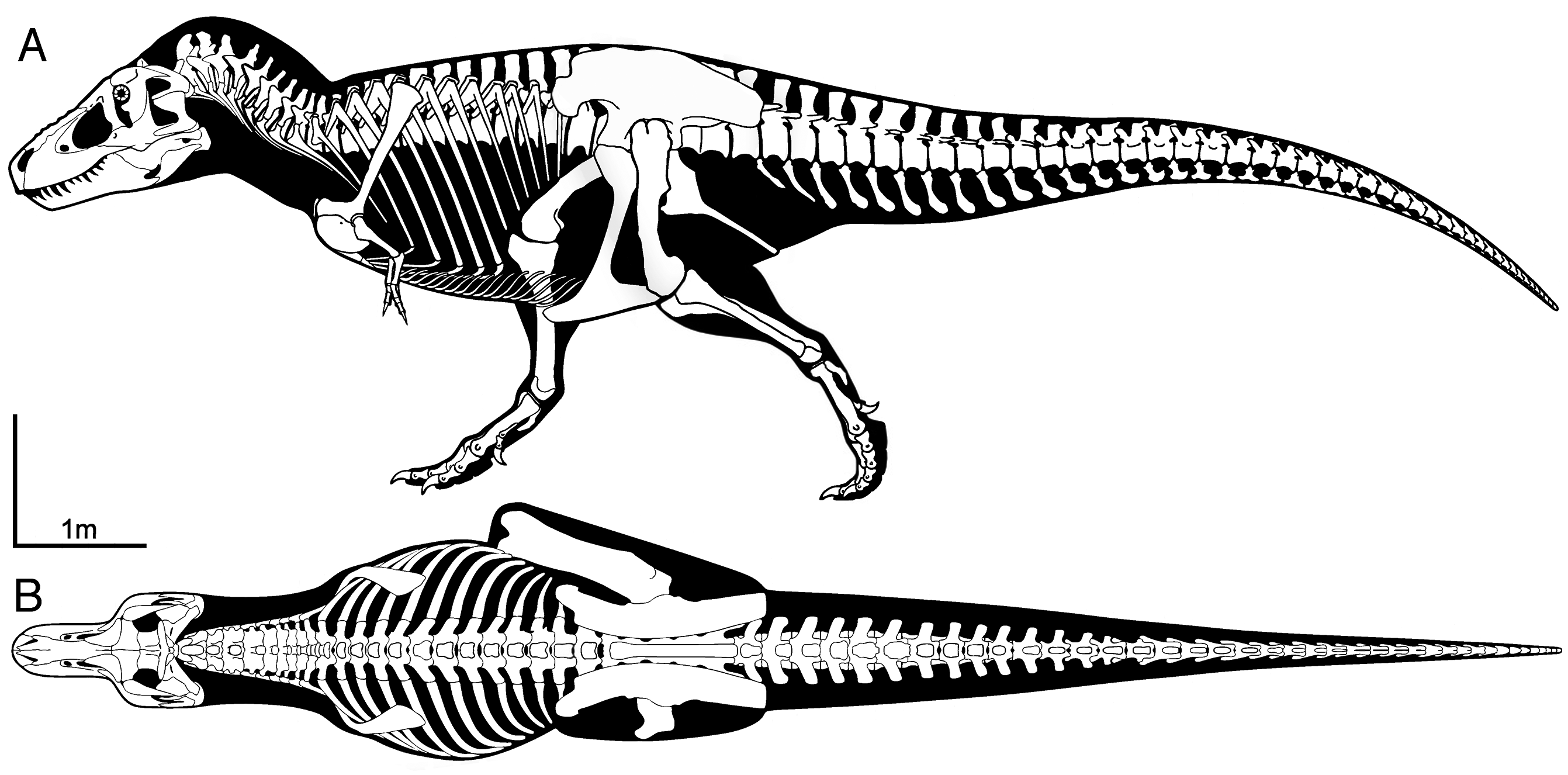
Skelettrekonstruktion von Sue

Sue ist etwa 13 Meter lang und ca. 4 Meter hoch. Zu Lebzeiten dürfte das Tier zwischen 8 und 14 Tonnen gewogen haben. Es existieren auch andere Gewichtsangaben von bis zu 18 Tonnen, doch diese Werte wurden anhand statistischer Modelle berechnet, die einen sehr großen Standardfehler aufweisen.
Der Schädel des Skeletts für sich betrachtet wiegt 272 Kilogramm. Darüber hinaus besitzt Sue die mit rund 90 Zentimeter längste Bauchrippe, die je von einem Theropoden gefunden wurde, und das mit 136 Zentimetern längste Schambein aller bislang bekannten Fossilien von Theropoden der Kreidezeit. Sue ist zudem eines der größten bisher gefundenen Tyrannosaurus-Exemplare. Lediglich das Individuum RSM P2523.8 mit dem Spitznamen „Scotty“ ist größer.

## Entdeckungsgeschichte

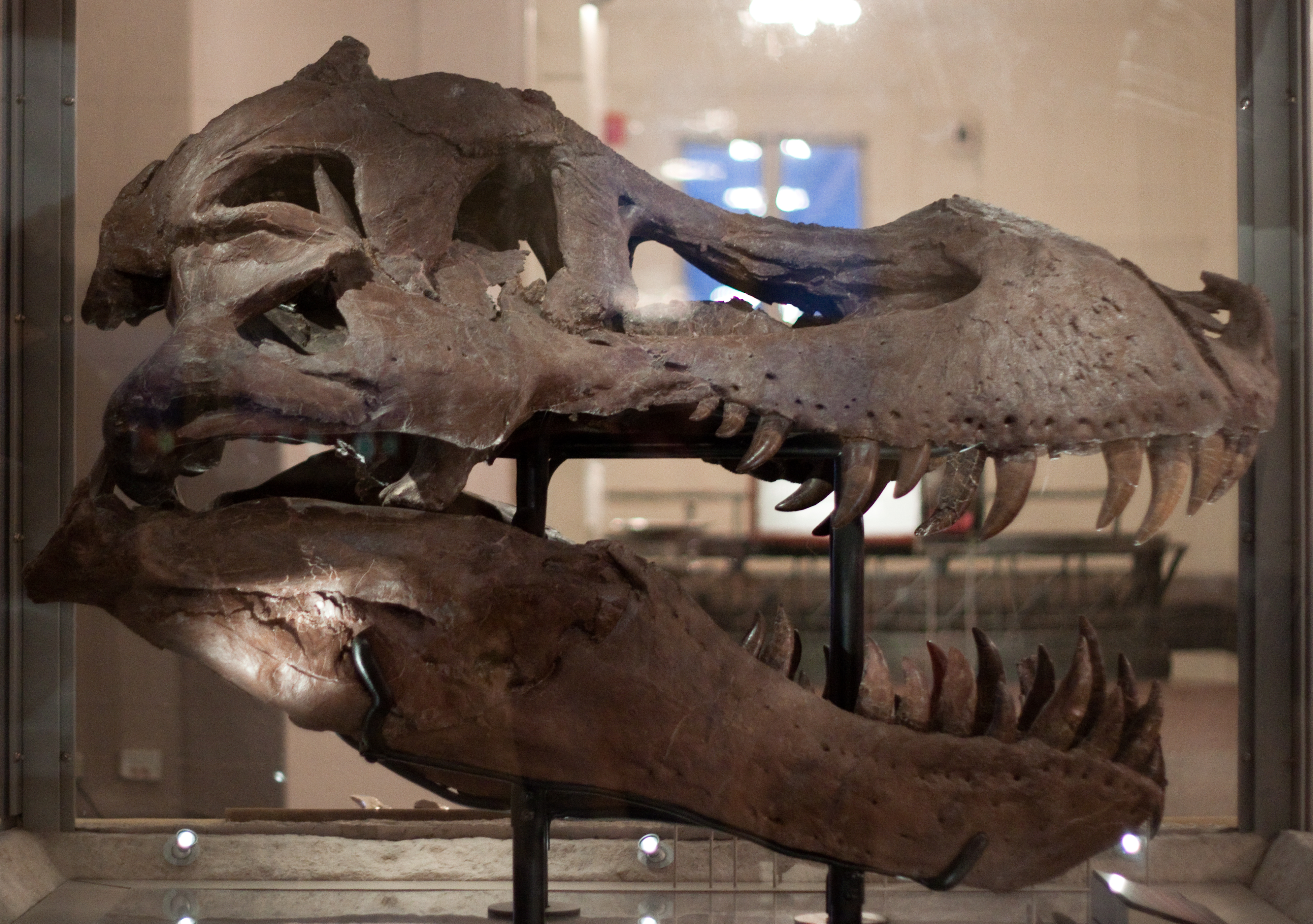
Sues Schädel

Im Sommer 1990 reiste eine Gruppe von Paläontologen – darunter Sue Hendrickson – des Black Hills Institute of Geological Research in das Cheyenne River Reservation im US-Bundesstaat South Dakota, um nahe der Stadt Faith nach Fossilien zu graben. Nach dem Fund von Edmontosaurus-Überresten war die Expedition eigentlich an ihr Ende gekommen und die Forscher waren bereit zur Abreise, was allerdings durch eine Reifenpanne verhindert wurde.
Während an diesem 12. August der Rest der Gruppe die Stadt für die nötigen Reparaturarbeiten aufsuchte, erkundete Hendrickson die nahegelegenen Felsenklippen, die bei der Expedition bislang unbeachtet geblieben waren. Am Fuße der Klippen entdeckte sie einige kleine Knochenstücke, die sich bei näherer Betrachtung der darüber gelegenen Felsenwände als Absplitterungen von noch größeren Knochen herausstellten, die aus dem Gestein herausragten.
Hendrickson setzte ihre Kollegen von ihrem Fund in Kenntnis. Peter Larson, Präsident des Black Hills Institutes und Leiter der Gruppe, identifizierte die von ihr mitgebrachten Knochenstücke aufgrund ihrer Form und Beschaffenheit als Überreste eines T. Rex. Eine detaillierte Untersuchung der Felswände durch das Team führte anschließend dazu, dass noch mehr Knochen entdeckt wurden.
Nachdem einige Teammitglieder aufgrund anderwertiger Verpflichtungen abreisen mussten, begannen die sechs übriggebliebenen Forscher mit den Ausgrabungen, die letztlich 17 Tage lang andauerten. Schnell stellte sich heraus, dass das Skelett das bislang besterhaltene eines Tyrannosaurus war. Durch den Fund von Sue wurden der Forschung zum ersten Mal bestimmte Knochen eines T. Rex zugänglich, wie etwa das Gabelbein oder auch die Bauchrippen. Insgesamt umfasst das Skelett ca. 250 der bisher bekannten 360 Tyrannosaurus-Knochen.

## Konflikt um die Besitzrechte
Das Land, auf dem Sue gefunden wurde, gehörte Maurice Williams, der für das Fossil 5.000 US-Dollar vom Black Hills Institute erhielt. Williams war allerdings der Überzeugung, dass das Geld lediglich für die Erlaubnis, auf seinem Grund nach Fossilien graben zu dürfen, bestimmt war und betrachtete Sue deshalb weiterhin als sein Eigentum. Da Sues Fundort aber zeitgleich in einem Indianerreservat der Sioux lag, stellten auch staatliche Behörden Besitzansprüche, was letztlich dazu führte, dass das Skelett 1992 vom FBI konfisziert wurde. Larson wurde daraufhin in 158 Punkten angeklagt. Bis zum Ende dieses rechtlichen Konflikts wurde das Fossil in den Räumen der South Dakota School of Mines and Technology gelagert.
Nach einem mehrjährigen zivilgerichtlichen Verfahren wurden die Besitzrechte schließlich 1994 der Regierung South Dakotas zugesprochen und das Skelett an Maurice Williams zurückgegeben, der nun eine staatliche Sondererlaubnis einholen musste, um ebenjenes zu verkaufen. Letztlich entschloss sich Williams das Fossil in Zusammenarbeit mit dem Auktionshaus Sotheby’s zu versteigern.
1997 wurde Sue für knapp 8,4 Millionen US-Dollar an das Field Museum of Natural History in Chicago verkauft. Die Auktion war der Startpunkt einer bis heute andauernden Debatte über die Besitzrechte von Fossilien und die Kommerzialisierung der Paläontologie, welche 2020 durch einen weiteren Verkauf neuen Anschub erfuhr: Für rund 31,8 Millionen US-Dollar wurde das Tyrannosaurus-Skelett „Stan“ an einen anonymen Käufer versteigert und löste damit Sue als teuerstes Fossil aller Zeiten ab.

## Ausstellung

### Vorarbeiten und Eröffnung

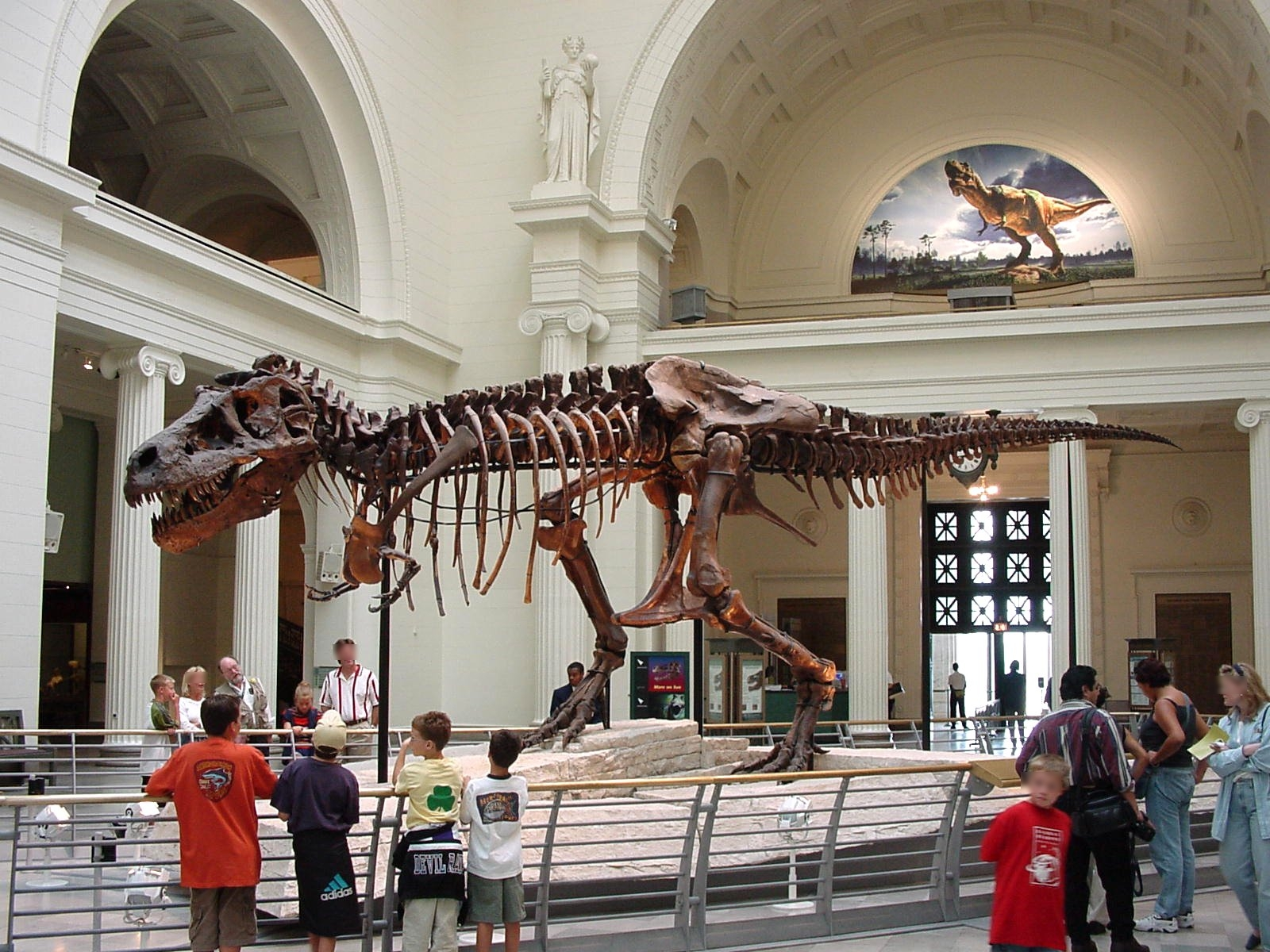
Sue am ursprünglichen Ausstellungsort, der Eingangshalle des Field Museum of Natural History. Sichtbar sind hier u. a. die im Vergleich zu jetzt fehlenden Bauchrippen

Nachdem die Knochen fotografiert und katalogisiert worden waren, wurde das gesamte Skelett nach New Jersey gebracht, um dort mit dem Bau einer speziellen Halterung zur Ausstellung von Sue zu beginnen. Es wurden spezielle Stahlträger angefertigt, um das Skelett so halten zu können, dass es möglichst sicher aber dennoch realitätsgetreu steht. Sues Schädel ist derweil nicht Teil der Ausstellung, denn er wurde über die Jahrmillionen deformiert und ist auch zu schwer, um ohne weiteres von den Stahlkonstruktionen getragen werden zu können. Darüber hinaus wäre es ein erheblicher Aufwand, den Schädel für Forschungsarbeiten aus 4 Metern Höhe zu entfernen und anschließend dem Skelett wieder aufzusetzen. Deshalb wurde eine aus ästhetischen Gründen angepasste Kopie von ihm angefertigt, sodass der nun vom restlichen Skelett separiert gelagerte Schädel Sues meist untersuchten Körperteil ist.
Nach dem kostspieligen Kauf des Fossils hatte das Field Museum nicht mehr genügend Geld, um es in den ersten Stock zu transportieren, wo sich die bereits zuvor bestehende Ausstellung zu Dinosauriern befand. Es wurde daher – entgegen der ursprünglichen Planung – in der großen Eingangshalle des Museums platziert.
Am 17. Mai 2000 wurde Sue feierlich der Öffentlichkeit enthüllt. Der Künstler John Gurche malte zu Ehren von Sue ein Wandgemälde eines T. Rex für die Ausstellung.

### Umzug 2018
Am 5. Februar 2018 wurde Sue abgebaut und war fortan zunächst nicht mehr für Museumsbesucher zu sehen. Grund dafür war der geplante Umzug des Skeletts. Es sollte Teil der neu eingerichteten Ausstellung „Evolving Planet“ im ersten Stock des Museums werden. Am 21. Dezember folgte dann die Eröffnung der Ausstellung, der Sue seitdem angehört. Zu diesem Anlass wurden dem ausgestellten Fossil zudem einige Knochen wieder hinzugefügt, die zuvor andernorts gelagert wurden.
Die neue Ausstellung beinhaltet neben dem Skelett auch animierte Videos von Sue, die auf Leinwänden hinter dem Fossil projiziert werden und in Zusammenarbeit mit dem ebenfalls in Chicago ansässigen Adler-Planetarium entstanden. Diese zeigen den Dinosaurier beim Ausweiden eines Ankylosaurus-Kadavers, beim Kämpfen mit einem Triceratops und bei der Jagd eines Edmontosaurus. Generell sollte der Umzug in kleinere Räumlichkeiten auch dazu beitragen, Sues stattliche Körpergröße mehr zu betonen. Am alten Standort konnte nach Meinung der Verantwortlichen leicht der Eindruck entstehen, dass das Fossil in der weitläufigen Eingangshalle des Museums unterging.

## Leben und Tod von Sue
Es wird angenommen, dass Sue etwa 28 Jahre alt wurde. Untersuchungen der Knochen ergaben, dass Sue zu Lebzeiten an einer Vielzahl von Krankheiten gelitten hat: Sowohl die linken als auch die rechten Rippen weisen verheilte Frakturen auf, die darauf hindeuten, dass der Dinosaurier mehreren heftigen Stößen ausgesetzt war. Diese Verletzungen werden auch mit dem beschädigten Schulterblatt des Tieres und einem Sehnenriss in Verbindung gebracht. Die wahrscheinlichste Ursache hierfür ist ein Kampf mit potentieller Beute. Außerdem weisen die Bein- und Armknochen Löcher auf, die ein typisches Merkmal für Infektionen sind. Es gibt Hinweise, dass es sich in Sues Fall um die Krankheit Osteomyelitis handelte. Darüber hinaus lässt die Knochenstruktur der Wirbel darauf schließen, dass Sue mit Rückenproblemen zu kämpfen hatte.
Mehrere Löcher weist auch der Schädel von Sue auf, die zunächst ebenfalls auf eine bakterielle Infektion oder auch Bisswunden zurückgeführt wurden. Mittlerweile wird aber davon ausgegangen, dass die Löcher eher auf eine parasitäre Infektion hindeuten. Möglicherweise war Sue von einer urzeitlichen Form von Trichomonas gallinae befallen, einem Parasiten, der auch bei heutigen Vögeln vorkommt. Außerdem existieren Anzeichen dafür, dass Sue an Gicht gelitten hat. Dennoch waren wohl all diese Leiden nicht die Ursache für Sues Tod. Die Tatsache, dass das Tier trotzdem ein relativ langes Leben geführt hat, könnte ein Indiz dafür sein, dass Tyrannosaurier ein ausgeprägtes Sozialverhalten an den Tag legten und sich um andere Mitglieder einer Gruppe kümmerten.

## Trivia
Sue nutzt die Pronomen they/them und besitzt einen eigenen Twitter-Account. Obwohl Sues Nichtbinarität über diesen Kanal kommuniziert wurde, gab das Field Museum kurz darauf eine Pressemitteilung heraus, in der für Sue weiterhin die Pronomen she/her verwendet wurden. Das darauf folgende kritische Feedback auf Social Media führte dazu, dass ein Workshop für geschlechtergerechte Sprache für Angehörige des Museums angeboten wurde. Seitdem werden zudem nicht-binäre Pronomen auch für weitere Ausstellungsstücke des Museums verwendet.
Sue hat einen Auftritt im siebten Band der Buchreihe The Dresden Files (deutsch Die dunklen Fälle des Harry Dresden) von Jim Butcher. Im Roman Dead Beat (deutsch Erlkönig) wird Sue wiederbelebt und der Hauptcharakter reitet anschließend auf dem Zombie T-Rex in den Kampf.